# Worthington Springs
Worthington Springs ist eine Stadt im Union County im US-Bundesstaat Florida.
Das U.S. Census Bureau hat bei der Volkszählung 2020 eine Einwohnerzahl von 378 ermittelt.

## Geographie
Worthington Springs liegt rund 10 Kilometer südwestlich von Lake Butler sowie etwa 80 Kilometer südwestlich von Jacksonville.

## Demographische Daten
Laut der Volkszählung 2010 verteilten sich die damaligen 181 Einwohner auf 232 Haushalte. Die Bevölkerungsdichte lag bei 201,1 Einw./km². 89,5 % der Bevölkerung bezeichneten sich als Weiße und 3,9 % als Afroamerikaner. 2,2 % gaben die Angehörigkeit zu einer anderen Ethnie und 4,4 % zu mehreren Ethnien an. 7,2 % der Bevölkerung bestand aus Hispanics oder Latinos.
Im Jahr 2010 lebten in 34,3 % aller Haushalte Kinder unter 18 Jahren sowie 31,3 % aller Haushalte Personen mit mindestens 65 Jahren. 80,6 % der Haushalte waren Familienhaushalte (bestehend aus verheirateten Paaren mit oder ohne Nachkommen bzw. einem Elternteil mit Nachkomme). Die durchschnittliche Größe eines Haushalts lag bei 2,70 Personen und die durchschnittliche Familiengröße bei 3,11 Personen.
32,0 % der Bevölkerung waren jünger als 20 Jahre, 27,0 % waren 20 bis 39 Jahre alt, 16,6 % waren 40 bis 59 Jahre alt und 24,2 % waren mindestens 60 Jahre alt. Das mittlere Alter betrug 31 Jahre. 44,2 % der Bevölkerung waren männlich und 55,8 % weiblich.
Das durchschnittliche Jahreseinkommen lag bei 32.232 $, dabei lebten 22,1 % der Bevölkerung unter der Armutsgrenze.
Im Jahr 2000 war Englisch die Muttersprache von 100 % der Bevölkerung.

## Verkehr
In Worthington Springs zweigt die Florida State Road 18 von der Florida State Road 121 ab.
Der nächste Flughafen ist der Gainesville Regional Airport (rund 35 Kilometer südlich). 